# NGC 6443
NGC 6443 ist eine 13,9 mag helle Spiralgalaxie vom Hubble-Typ Sab im Sternbild Herkules, die schätzungsweise 419 Millionen Lichtjahre von der Milchstraße entfernt ist.
Das Objekt wurde am 22. Oktober 1886 von Lewis A. Swift entdeckt.